# Draft 1991 de la NBA
1990 1992
La draft 1991 de la NBA est la 45e draft annuelle de la National Basketball Association (NBA), se déroulant en amont de la saison 1991-1992. Elle s'est tenue le 26 juin 1991 au Felt Forum de New York. Un total de 54 joueurs ont été sélectionnés en 2 tours.
Lors de cette draft, 27 équipes de la NBA choisissent à tour de rôle des joueurs évoluant au basket-ball universitaire américain, ainsi que des joueurs internationaux. Si un joueur quittait l’université plus tôt, il devenait éligible à la sélection.
La loterie pour désigner la franchise qui choisit en première un joueur, consiste en une loterie pondérée : parmi les onze équipes non qualifiées en playoffs, la plus mauvaise reçoit onze chances sur 66 d'obtenir le premier choix, quand la onzième n'obtient qu’une chance sur 66. 
Le premier choix, Larry Johnson, a été sélectionné par les Hornets de Charlotte et remporte le titre de NBA Rookie of the Year.
Dikembe Mutombo, choisi en 4e position par les Nuggets de Denver, est le seul joueur de cette classe de draft à intégrer le Basketball Hall of Fame, après avoir remporté 4 titres de NBA Defensive Player of the Year durant sa carrière.

## Draft
| ^ | Signale un joueur qui a été intronisé au Basketball Hall of Fame                                                                |
| * | Signale un joueur qui a été sélectionné pour au moins un match annuel NBA All-Star Game et une récompense annuelle All-NBA Team |
| + | Signale un joueur qui a été sélectionné pour au moins un match annuel NBA All-Star Game                                         |
| R | Signale le joueur qui a remporté le titre de NBA Rookie of the Year                                                             |

### Premier tour
| Choix | Nom              | Position          | Nationalité | Équipe                                                                                              | Provenance             |
| ----- | ---------------- | ----------------- | ----------- | --------------------------------------------------------------------------------------------------- | ---------------------- |
| 1     | Larry Johnson* R | Ailier fort       | États-Unis  | Hornets de Charlotte                                                                                | UNLV                   |
| 2     | Kenny Anderson+  | Meneur            | États-Unis  | Nets du New Jersey                                                                                  | Georgia Tech           |
| 3     | Billy Owens      | Ailier            | États-Unis  | Kings de Sacramento (transféré aux Warriors de Golden State)                                        | Syracuse               |
| 4     | Dikembe Mutombo^ | Pivot             | RD Congo    | Nuggets de Denver                                                                                   | Georgetown             |
| 5     | Steve Smith+     | Arrière           | États-Unis  | Heat de Miami                                                                                       | Michigan State         |
| 6     | Doug Smith       | Ailier fort       | États-Unis  | Mavericks de Dallas                                                                                 | Missouri               |
| 7     | Luc Longley      | Pivot             | Australie   | Timberwolves du Minnesota                                                                           | New Mexico             |
| 8     | Mark Macon       | Arrière           | États-Unis  | Nuggets de Denver (des Bullets de Washington)                                                       | Temple                 |
| 9     | Stacey Augmon    | Arrière Ailier    | États-Unis  | Hawks d'Atlanta (des Clippers de Los Angeles)                                                       | UNLV                   |
| 10    | Brian Williams   | Ailier fort Pivot | États-Unis  | Magic d'Orlando                                                                                     | Arizona                |
| 11    | Terrell Brandon+ | Meneur            | États-Unis  | Cavaliers de Cleveland                                                                              | Oregon                 |
| 12    | Greg Anthony     | Meneur            | États-Unis  | Knicks de New York                                                                                  | UNLV                   |
| 13    | Dale Davis+      | Ailier fort       | États-Unis  | Pacers de l'Indiana                                                                                 | Clemson                |
| 14    | Rich King        | Pivot             | États-Unis  | SuperSonics de Seattle                                                                              | Nebraska               |
| 15    | Anthony Avent    | Ailier fort       | États-Unis  | Hawks d'Atlanta                                                                                     | Seton Hall             |
| 16    | Chris Gatling+   | Ailier fort       | États-Unis  | Warriors de Golden State (des 76ers de Philadelphie)                                                | Old Dominion           |
| 17    | Victor Alexander | Pivot             | États-Unis  | Warriors de Golden State                                                                            | Iowa State             |
| 18    | Kevin Brooks     | Ailier            | États-Unis  | Bucks de Milwaukee                                                                                  | Southwestern Louisiana |
| 19    | LaBradford Smith | Arrière           | États-Unis  | Bullets de Washington (des Pistons de Détroit via les Mavericks de Dallas et des Nuggets de Denver) | Louisville             |
| 20    | John Turner      | Ailier fort       | États-Unis  | Rockets de Houston                                                                                  | Phillips               |
| 21    | Eric Murdock     | Meneur            | États-Unis  | Jazz de l'Utah                                                                                      | Providence             |
| 22    | LeRon Ellis      | Ailier fort       | États-Unis  | Clippers de Los Angeles (des Suns de Phoenix via les SuperSonics de Seattle)                        | Syracuse               |
| 23    | Stanley Roberts  | Pivot             | États-Unis  | Magic d'Orlando (des Spurs de San Antonio)                                                          | LSU                    |
| 24    | Rick Fox         | Ailier            | Canada      | Celtics de Boston                                                                                   | North Carolina         |
| 25    | Shaun Vandiver   | Ailier            | États-Unis  | Warriors de Golden State (des Lakers de Los Angeles)                                                | Colorado               |
| 26    | Mark Randall     | Ailier fort       | États-Unis  | Bulls de Chicago                                                                                    | Kansas                 |
| 27    | Pete Chilcutt    | Ailier fort       | États-Unis  | Kings de Sacramento (des Trail Blazers de Portland)                                                 | North Carolina         |

### Deuxième tour
| Choix | Nom              | Position          | Nationalité | Équipe                                                                                              | Provenance             |
| ----- | ---------------- | ----------------- | ----------- | --------------------------------------------------------------------------------------------------- | ---------------------- |
| 28    | Kevin Lynch      | Arrière Ailier    | États-Unis  | Hornets de Charlotte (des Nuggets de Denver)                                                        | Minnesota              |
| 29    | George Ackles    | Ailier fort Pivot | États-Unis  | Heat de Miami                                                                                       | UNLV                   |
| 30    | Rodney Monroe    | Arrière Ailier    | États-Unis  | Hawks d'Atlanta (des Kings de Sacramento)                                                           | North Carolina State   |
| 31    | Randy Brown      | Meneur            | États-Unis  | Kings de Sacramento (des Nets du New Jersey)                                                        | New Mexico State       |
| 32    | Chad Gallagher   | Pivot             | États-Unis  | Suns de Phoenix (des Hornets de Charlotte)                                                          | Creighton              |
| 33    | Donald Hodge     | Pivot             | États-Unis  | Mavericks de Dallas                                                                                 | Temple                 |
| 34    | Myron Brown      | Arrière           | États-Unis  | Timberwolves du Minnesota                                                                           | Slippery Rock          |
| 35    | Mike Iuzzolino   | Arrière           | États-Unis  | Mavericks de Dallas (des Bullets de Washington via les Kings de Sacramento)                         | St. Francis (PA)       |
| 36    | Chris Corchiani  | Arrière           | États-Unis  | Magic d'Orlando                                                                                     | North Carolina State   |
| 37    | Elliot Perry     | Meneur            | États-Unis  | Clippers de Los Angeles                                                                             | Memphis State          |
| 38    | Joe Wylie        | Ailier fort       | États-Unis  | Clippers de Los Angeles (des Cavaliers de Cleveland)                                                | Miami (FL)             |
| 39    | Jimmy Oliver     | Arrière Ailier    | États-Unis  | Cavaliers de Cleveland (des Knicks de New York via les Hornets de Charlotte)                        | Purdue                 |
| 40    | Doug Overton     | Meneur            | États-Unis  | Pistons de Détroit (des SuperSonics de Seattle)                                                     | La Salle               |
| 41    | Sean Green       | Arrière Ailier    | États-Unis  | Pacers de l'Indiana                                                                                 | Iona                   |
| 42    | Steve Hood       | Ailier            | États-Unis  | Kings de Sacramento (des Hawks d'Atlanta)                                                           | James Madison          |
| 43    | Lamont Strothers | Arrière           | États-Unis  | Warriors de Golden State                                                                            | Christopher Newport    |
| 44    | Álvaro Teherán   | Pivot             | Colombie    | 76ers de Philadelphie                                                                               | Houston                |
| 45    | Bobby Phills     | Arrière           | États-Unis  | Bucks de Milwaukee                                                                                  | Southern               |
| 46    | Richard Dumas    | Ailier            | États-Unis  | Suns de Phoenix (des Pistons de Détroit)                                                            | Oklahoma State         |
| 47    | Keith Hughes     | Ailier fort       | États-Unis  | Rockets de Houston                                                                                  | Rutgers                |
| 48    | Isaac Austin     | Pivot             | États-Unis  | Jazz de l'Utah                                                                                      | Arizona State          |
| 49    | Greg Sutton      | Arrière           | États-Unis  | Spurs de San Antonio                                                                                | Oral Roberts           |
| 50    | Joey Wright      | Arrière           | États-Unis  | Suns de Phoenix                                                                                     | Texas                  |
| 51    | Žan Tabak        | Pivot             | Croatie     | Rockets de Houston (des Celtics de Boston via les Nets du New Jersey et les Cavaliers de Cleveland) | KK Split (Yougoslavie) |
| 52    | Anthony Jones    | Ailier            | États-Unis  | Lakers de Los Angeles                                                                               | Oral Roberts           |
| 53    | Von McDade       | Arrière           | États-Unis  | Nets du New Jersey (des Bulls de Chicago)                                                           | UWM                    |
| 54    | Marcus Kennedy   | Ailier fort       | États-Unis  | Trail Blazers de Portland                                                                           | Eastern Michigan       |

## Joueurs notables non draftés
| Nom               | Position    | Nationalité | Provenance                        |
| ----------------- | ----------- | ----------- | --------------------------------- |
| Darrell Armstrong | Meneur      | États-Unis  | Fayetteville State                |
| David Benoit      | Ailier      | États-Unis  | University of Alabama             |
| Marty Conlon      | Ailier fort | États-Unis  | Providence College                |
| Robert Pack       | Meneur      | États-Unis  | University of Southern California |